# 滝沢一穂
滝沢 一穂（たきざわ かずほ 1964年 - ）は日本の脚本家、漫画原作者。神奈川県茅ヶ崎市出身。早稲田大学在学時は動画村に所属。1986年、特撮番組『時空戦士スピルバン』第27話でデビュー。それ以後、特撮やビデオゲーム系のゲームブック、漫画原作、脚本家としての活動を手掛けている。

## 作品リスト
※は他の作家との共著。

### アニメ/特撮作品
- 『時空戦士スピルバン』（1986年）
- 『地球防衛少女イコちゃん』（1987年）※
- 『まんがはじめて面白塾』（1989年）
- 『魔法のプリンセスミンキーモモ 夢を抱きしめて』（1991年）
- 『電エース』（2000年）※
  - 『それいけ!電エース』（2012年）

### ゲームブック作品
- 『ウルトラマン 謎の隕石群を撃て!』（1986年 日音）※
- 『ウルトラマン 東京救出作戦』（1987年 講談社 講談社X文庫）
- 『仮面ライダーBLACK 魔軍のバトル』（1987年 ケイブンシャ アドベンチャーヒーローブックス）
- 『天空の魔王 地球防衛少女イコちゃん』（1988年 双葉社 冒険ゲームブックシリーズ）
- 『月風魔伝 魔暦元年の戦い』（1987年 双葉社 ファミコン冒険ゲームブックシリーズ）※
- 『銀河の三人 復活のヴィザーン』（1988年 双葉社 ファミコン冒険ゲームブックシリーズ）
- 『アシュギーネ 爬人の邪都』（1988年 ケイブンシャ アドベンチャーヒーローブックス）※
- 『ルパン三世 悪党どもの黙示録』（1989年 双葉社 双葉文庫ゲームブック）

### 書籍/漫画原作
- 『獣機神曲 超獣機神ダンクーガ』（1990年 ケイブンシャ ケイブンシャノベルス）※
- 『特撮と怪獣 わが造形美術』（1995年 フィルムアート社）※
- 『剛神』（1992年 バンダイ出版）※
  - 『剛神 大江戸超神秘帖』（2005年 チクマ秀版社）※